# Metaporus
Metaporus is een geslacht van kevers uit de familie  waterroofkevers (Dytiscidae).
Het geslacht is voor het eerst wetenschappelijk beschreven in 1945 door Guignot.

## Soorten
Het geslacht omvat de volgende soorten:
- Metaporus meridionalis (Aubé, 1838)
- Metaporus orientalis Toledo & Hosseinie, 2003